# Percina vigil
Percina vigil är en fiskart som först beskrevs av Oliver Perry Hay 1882.  Percina vigil ingår i släktet Percina och familjen abborrfiskar. Inga underarter finns listade i Catalogue of Life.